# Megachile lineatipes
Megachile lineatipes är en biart som beskrevs av Cockerell 1910. Megachile lineatipes ingår i släktet tapetserarbin, och familjen buksamlarbin. Inga underarter finns listade i Catalogue of Life.